# Pal (La Massana)
Pal es un núcleo de población del Principado de Andorra situado en la parroquia de La Massana. En 2013 tenía 236 habitantes.

## Geografía
Está situado en la zona de umbría junto al río Pal, a 1551 m altitud.

## Patrimonio
La iglesia del pueblo está dedicada a San Clemente, de estilo románico (s. XI), con un campanario de planta rectangular decorado con ventanas geminadas.

## Deporte
Sobre el pueblo, en el bosque de Pal, fue inaugurada en 1982 la estación de esquí de Pal, actualmente agrupada con la de Arinsal formando el dominio esquiable de Vallnord.